# Боровской район (Барнаульский округ)
Боровской райо́н— историческая административно-территориальная единица Барнаульского округа Сибирского края.
Население — 24040 жителей (на 1926 год).
Административный центр — село Боровское.

## История
Был образован 27 мая 1924 года из Боровской волости и входил в Барнаульский уезд Алтайской губернии. После изменений административно-территориального деления 25 мая 1925 года вошёл в состав образованного Барнаульского округа Сибирского края. Существовал до 17 июня 1929 года, когда вследствие политики «укрупнения» районов был ликвидирован и его территория вошла в Алейский, Мамонтовский и Шипуновский районы.